# Monarca blanc de Chuuk
El monarca blanc de Chuuk (Metabolus rugensis) és un ocell de la família dels monàrquids (Monarchidae) i única espècie del gènere Metabolus Bonaparte, 1854.

## Hàbitat i distribució
Habita els boscos de l'illa de Chuuk, a les Carolines orientals.